# バレーボールウルグアイ男子代表
バレーボールウルグアイ男子代表は、バレーボールの国際大会で編成されるウルグアイの男子バレーボールナショナルチームである。

## 歴史
1947年に国際バレーボール連盟へ加盟。第1回大会の1951年南米選手権に初出場、開催国を務めた第2回大会で2大会連続準優勝を飾ったウルグアイは南米の古参チームである。オリンピックの出場はないが、初の南米開催となった1960年世界選手権に初出場を果たし、1970年代にかけて南米の強豪の一角として活躍した。1980年代以降、ブラジル、アルゼンチン、ベネズエラの3強体制になると成績が低迷し、近年は南米選手権で出場国中最下位になるなど苦戦している。古豪復活への強化策の一環として、2010W杯サッカー代表のスアレスを起用することが話し合われている。

## 過去の成績

### オリンピックの成績
- 2008年 - 南米予選敗退

### 世界選手権の成績
- 1960年 - 13位
- 2006年 - 南米予選敗退
- 2010年 - 南米予選敗退

### 南米選手権の成績
| - 1951年 - 準優勝 - 1956年 - 準優勝 - 1958年 - 3位 - 1962年 - 6位 - 1964年 - 3位 - 1967年 - 4位 - 1969年 - 3位 - 1971年 - 準優勝 | - 1975年 - 4位 - 1979年 - 7位 - 1981年 - 5位 - 1983年 - 6位 - 1985年 - 4位 - 1987年 - 6位 - 1989年 - 7位 - 1991年 - 6位 | - 1993年 - 5位 - 1995年 - 8位 - 1997年 - 9位 - 1999年 - 4位 - 2001年 - 7位 - 2007年 - 7位 - 2009年 - 7位 |